# Leonard Hanson
Leonard Hanson (1. november 1887 – 27. oktober 1949) var en britisk sportsudøver som deltog under de olympiske lege 1908 i London og 1912 i Stockholm. 
Hanson vandt en bronzemedalje i gymnastik under OL 1912 i Stockholm. Han var med på det britiske hold som kom på en tredjeplads i holdkonkurrencen i multikamp efter Italien og Ungarn. Der var fem hold fra fem lande som var med i konkurrencen, som blev afholdt på Stockholms Stadion. Der var mellem 16 og 40 deltagere på hvert hold. Han kom på en tolvte plads i den individuelle konkurrence i 
multikamp.